# Схід та Захід єдині
Схід та Захід єдині — волонтерська група в Україні, логістичний центр якої діє в м. Костянтинівці Донецької області. Волонтери групи працюють з 2014 року, офіційно групу сформовано 28 квітня 2015 року.

## Мета
Підтримка військових підрозділів.

## Діяльність
Волонтерська група громадської організації «Схід та Захід єдині», що створилася на початку осені 2014 року, об'єднала понад 50 активістів із досвідом роботи в зоні бойових дій із волонтерською діяльністю. До цього часу майбутні члени групи кожен сам по собі активно займалися волонтерською роботою. Координатори групи Едуард Хатмуллін та Володимир Каніщев розпочали свої волонтерські виїзди ще влітку 2014 року, а Василь Конько — ще у травні. Ігор Крочак перший свій журналістський виїзд у зону АТО під Слов'янськ здійснив у червні того ж року. Нині волонтерська допомога, що збирається групою, розвозиться по бойових позиціях українських військ на передовій. Відділення групи є на Тернопільщині, Львівщині, Донбасі, Дніпропетровщині, Черкащині та інших регіонах. Усі активісти волонтерської групи громадської організації «Схід та Захід єдині» від початку бойових дій на Донбасі активно стали пліч-о-пліч своєю волонтерською діяльністю з бійцями з Добровольчих батальйонів, підрозділів ЗСУ до оборони України.
За час існування групи на фронт відправили 30 великих фур (тягач вагою близько 30 тонн) і понад 26 бусів із допомогою, члени групи побували з допомогою для бійців на фронті понад 155 разів. Учасники групи підтримують контакт із понад 30 військовими підрозділами і з'єднаннями, забезпечуючи їх необхідними харчовими продуктами та амуніцією за наявними потребами.
Кожен виїзд-рейд триває більше півтора тижня. В основі рейду — відправлення великого вантажу з Тернопілля до логістичного центру-складу в м. Костянтинівці Донецької області. Там із допомогою малих автомобілів групи волонтерський вантаж доставляється до передової. За цей час члени групи неодноразово потрапляли під обстріли ворожих сил.
Велика кількість допомоги, що збирає волонтерська група, — це результат умілого та дієвого керівництва Василя Конька, Едуарда Хатмулліна, Володимира Каніщева та їх особистого фінансового внеску. Інформаційний супровід діяльності волонтерів здійснює прессекретар групи Ігор Крочак — і з місць збору допомоги, і з передової під час розвезення.
Членам групи допомагає церква (УПЦ КП, УГКЦ, УАПЦ), підприємці, благодійники з усієї України та з-за кордону тощо. Члени групи постійно ризикуючи, відвідують позиції військ у Пісках, Водяному, Дебальцевому, Кримському, Станиці Луганській, Авдіївці, Гірському, Мироновському, Луганському, Ніжному, Желанному, Волновасі, Троїцькому, Новотроїцькому, Тошківці, Новотошківці та багатьох інших на лінії розмежування військового протистояння на сході України.
У першочерговості довезення: військові форма, взуття, спорядження, оптичні прилади, маскувальні сітки, електрогенератори, а також харчі (м'ясо тушковане, крупи усіх сортів, борошно, овочі — буряк, картопля, капуста, морква, консервації, вода питна) та багато іншого.

## Склад групи
Засновниками групи стали Володимир Каніщев, Валерій Нагиналюк, Іван Антонюк.
- Володимир Каніщев — керівник групи,
- Едуард Хатмуллін — координатор на Донбасі та в зоні АТО,
- Василь Конько — координатор на Тернопільщині та в Західному регіоні України.

## Відзнаки
- 2 травня 2015 року Архієпископ Тернопільський, Кременецький і Бучацький УПЦ КП Нестор за дорученням Патріарха Київського і всієї Руси-України (УПЦ КП) Філарета нагородив Василя Конька, Галину Дерецьку, Віру Небесну (Тернопіль) та Едуарда Хатмулліна (Донбас) медаллю «За жертовність і любов до України».
- 10 червня 2015 року медаль «За жертовність і любов до України» з рук координатора волонтерської групи по Тернопільщині Василя Конька за дорученням Архієпископа Тернопільського, Кременецького і Бучацького УПЦ КП Нестора отримали волонтери групи й благодійники: керівники ПМП «Нортон» Василь Мазурик, ПП «ПродЕкспорт» Степан Рубай, ПП «Браво» Андрій Фурдела, гуртовні запчастин «Все для АВТО» Ігор Вовк, ПП «Тепло сервіс» Володимир Бурило, магазинів побутової техніки «Орбіта» і «Мегалюкс» Іван Баралдін, приватної клініки «Румед-Т» Ружена Волянська, а також волонтер і військовий журналіст Ігор Крочак[1].
- 24 червня 2015 року медаль «За жертовність і любов до України» з рук Архієпископа Нестора отримали шумські волонтери групи Володимир Каніщев, Сергій Лукавий, Ігор Корянов, Валерій Нагиналюк, Юрій Яценюк, Сергій Петрук, Іван Антонюк, Володимир Стасишин, Юрій Ковальчук, Вадим Нестер, Віктор Швець, Андрій Бобровський, Віктор Грицаюк, Василь Шишковський, Віктор Поліщук, Едуард Максим'юк, Віктор Павленко, Вадим Гук[2].
- 18 липня 2015 року медаль «За жертовність і любов до України» з рук Едуарда Хатмулліна та Василя Конька  за дорученням Архієпископа Тернопільського, Кременецького і Бучацького УПЦ КП Нестора на прифронтовій базі групи отримали волонтери Лінда Суділовська (Дніпропетровщина) та Лідія Сівак (Черкащина).[джерело?]
- 27 липня 2015 орден «За волонтерську діяльність „Сила України“» керівник Тернопільської обласної міліції полковник Олександр Богомол вручив Едуарду Хатмулліну, Василеві Коньку та Володимирові Каніщеву[3].

### Фотогалерея

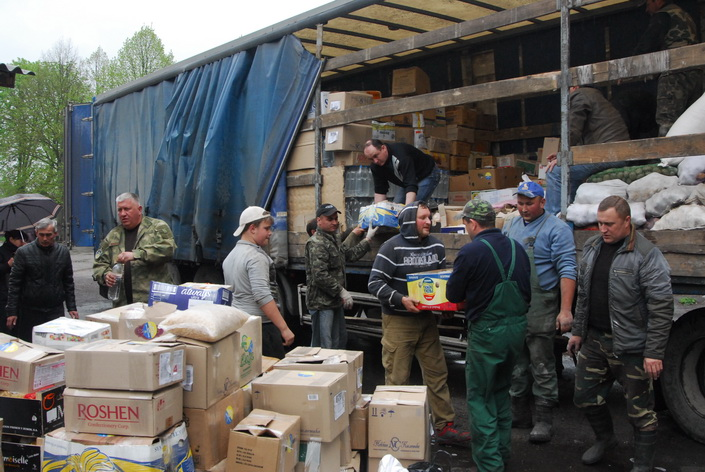
Шумськ: підготовка вантажу чергового рейду групи
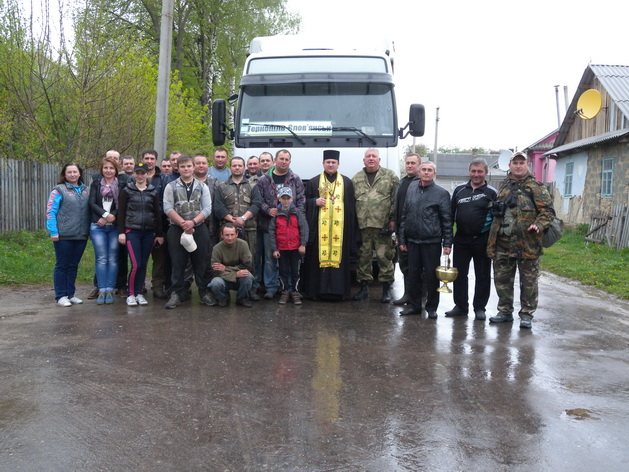
Перед виїздом зі Шумська.
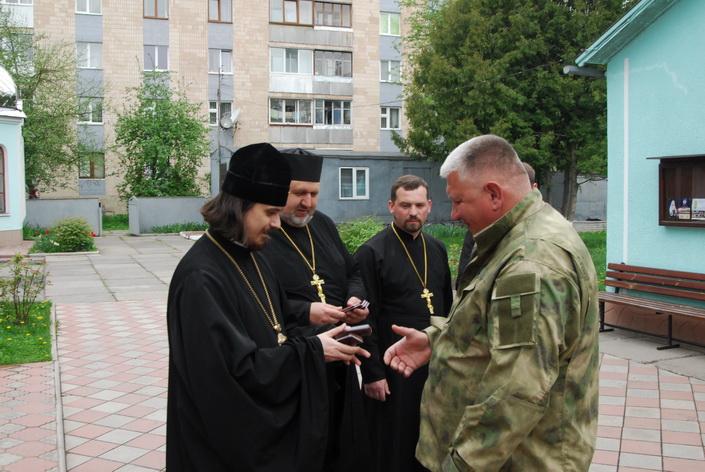
Нагородження Василя Конька медаллю УПЦ КП
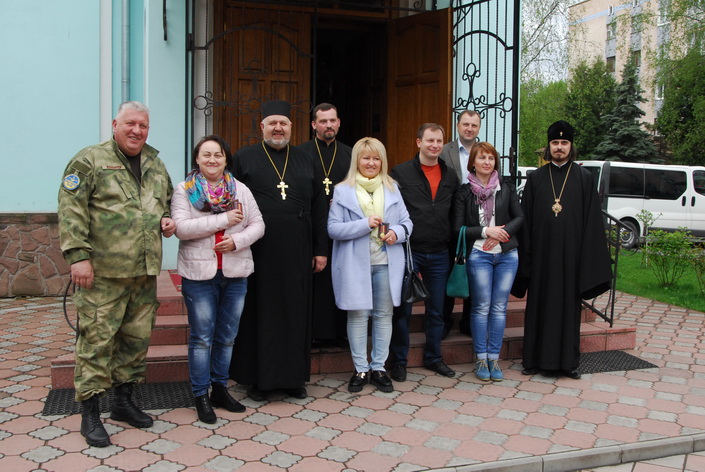
Нагороджені медаллю УПЦ КП в Тернополі
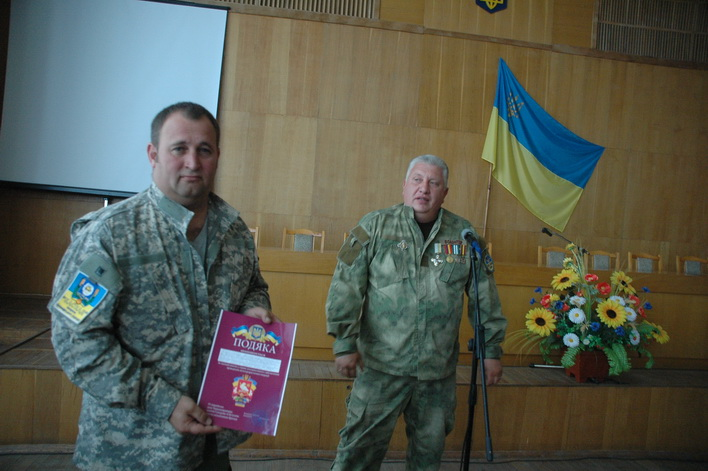
Нагородження грамотою Володимира Каніщева (м. Шумськ)
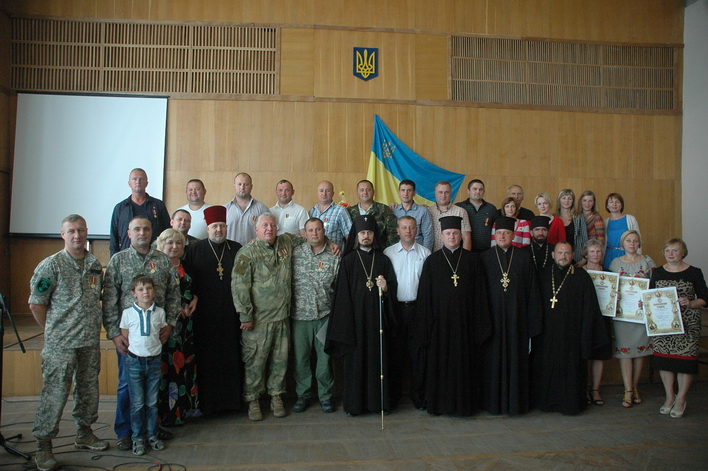
Нагороджені в Шумську
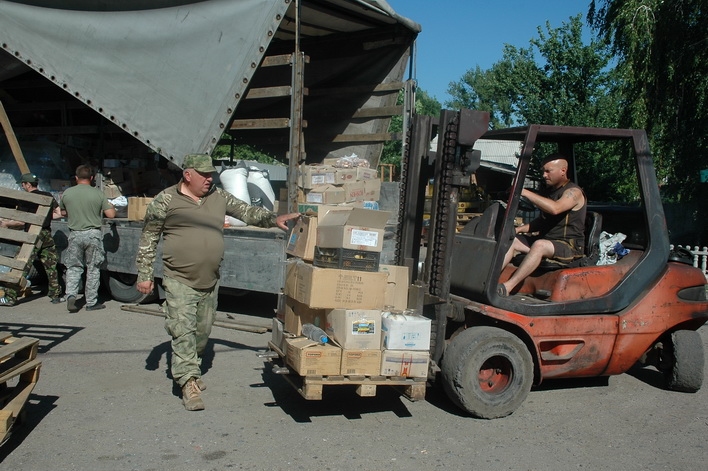
Розвантаження
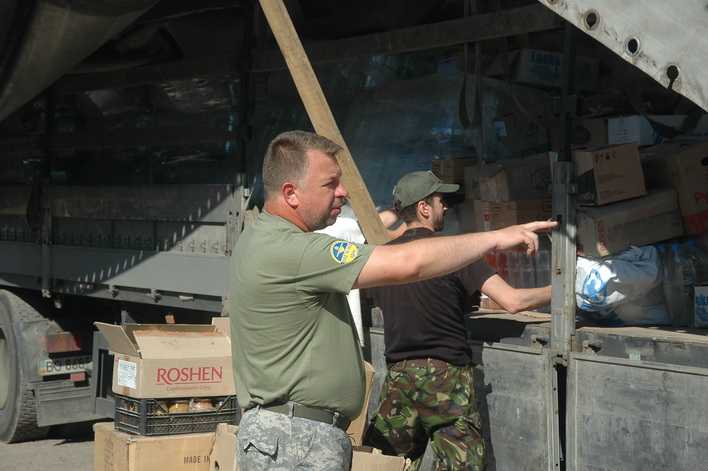
Едуард Хатмуллін
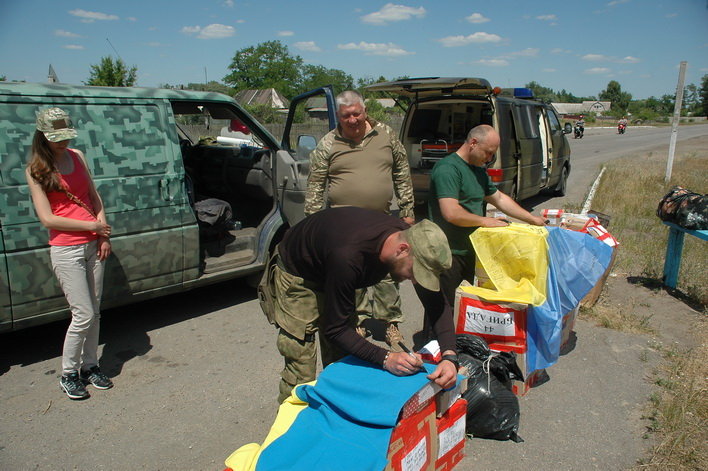
Підпис прапорів для групи бійцями 44-ї бригади
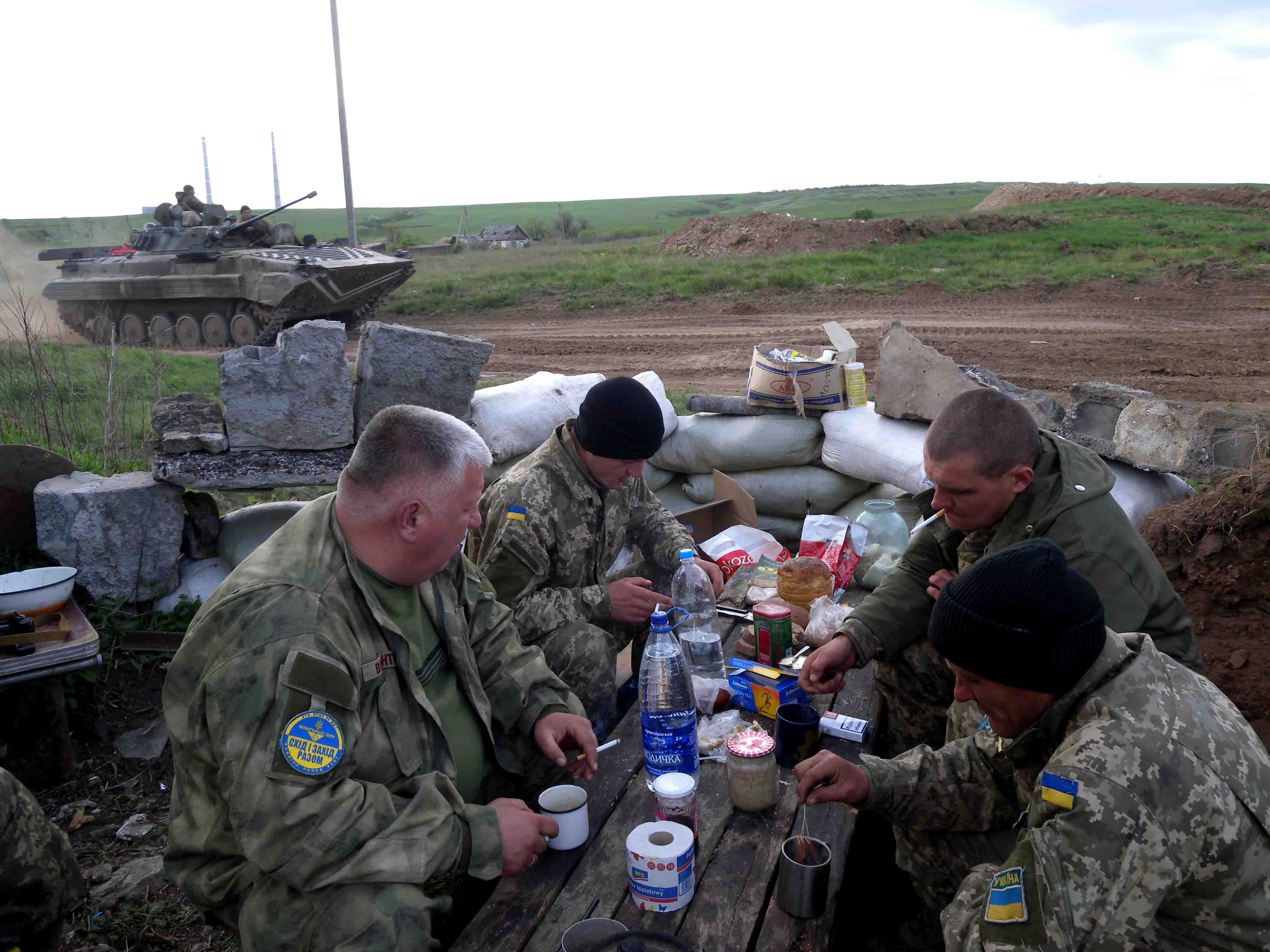
На позиціях під селищем Луганським Донецької області
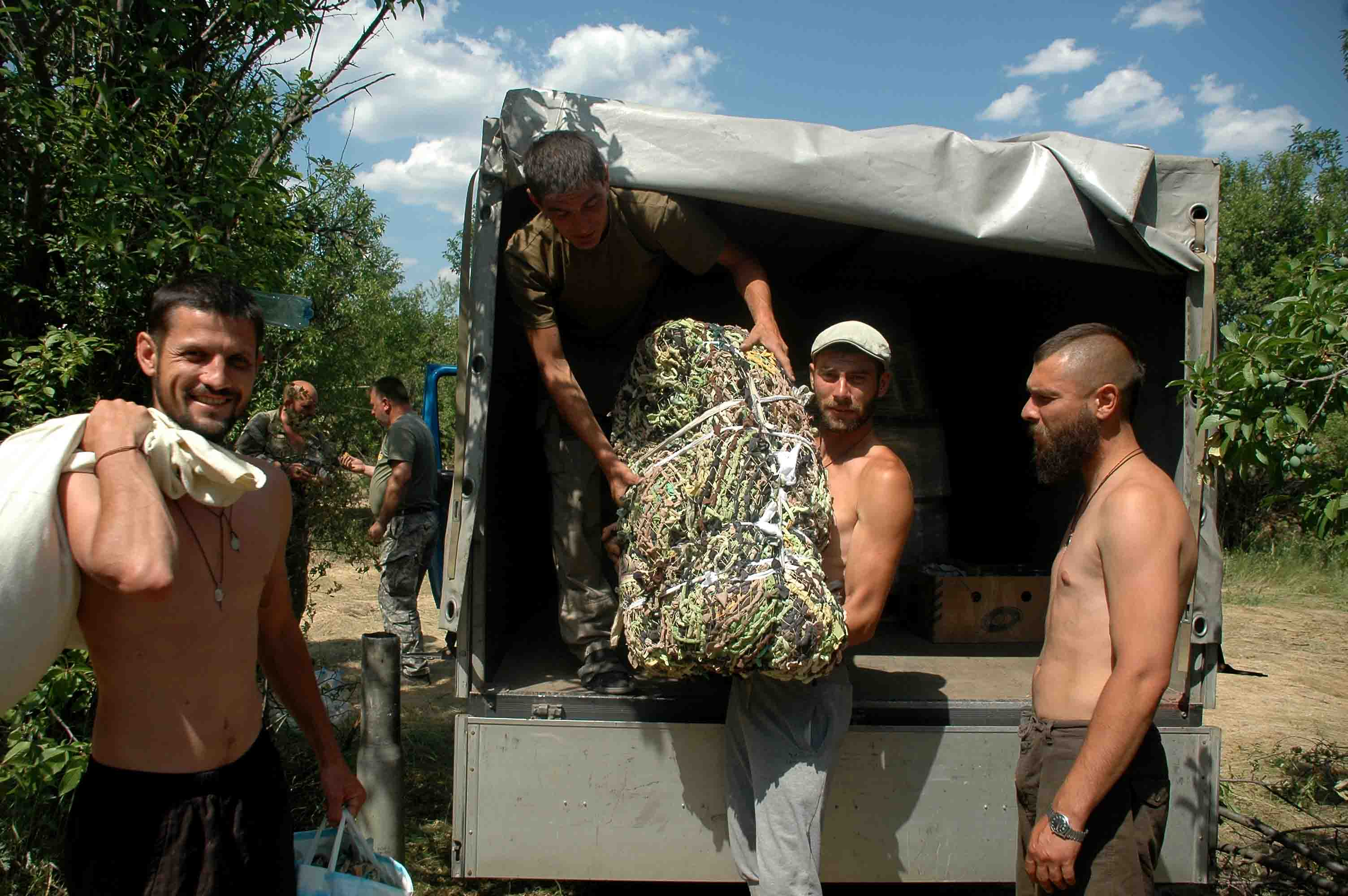
Розвантаження на позиціях
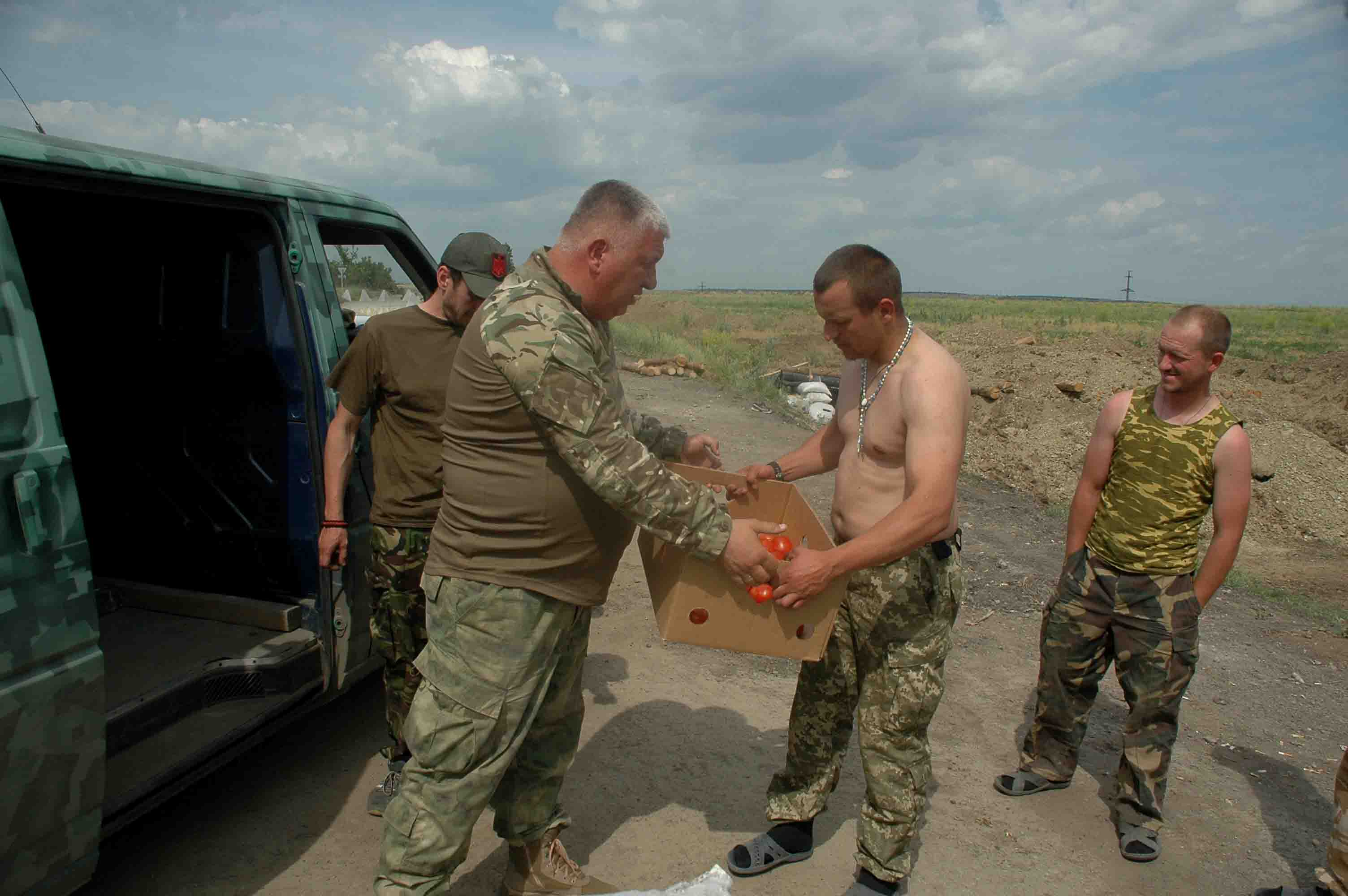
Василь Конько передає бійцям свіжі овочі
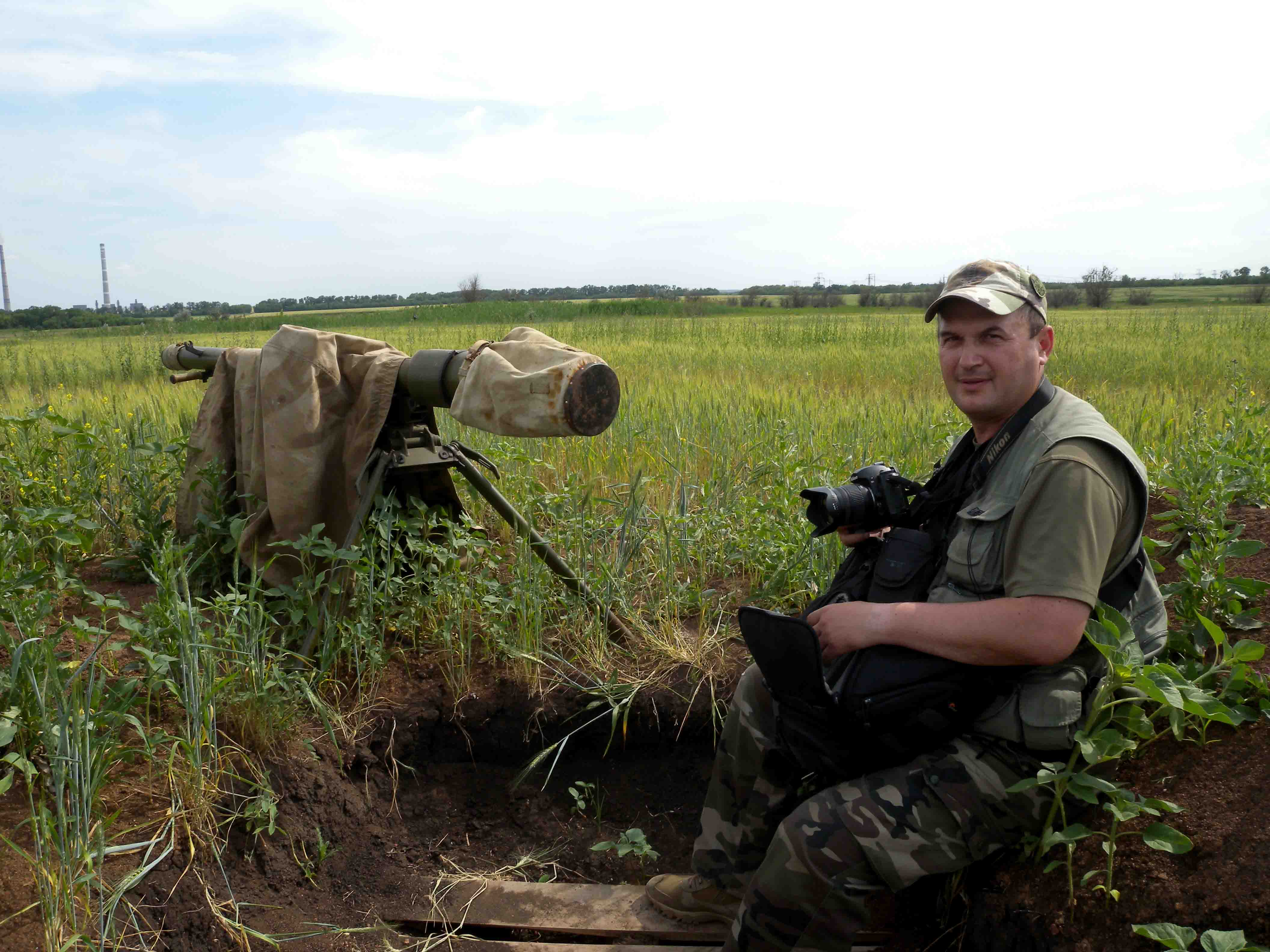
Ігор Крочак